# Chang'e 7
Chang'e 7 (în chineză: 嫦娥七号; pinyin: Cháng'é qīhào) este o misiune chineză robotizată de explorare a Lunii planificată să fie lansată în 2026 și vizează polul sudic al Lunii. La fel ca predecesorii săi, nava spațială este numită după zeița chineză a Lunii Chang'e. Misiunea va include un orbitator, un lander, o sondă mini-hopping și un rover.

## Obiective științifice
Obiectivele științifice oficiale ale misiunii Chang'e 7 sunt:
- Cercetarea și studierea mediului suprafeței lunare și a gheții de apă din solul acesteia.
- Investigații de înaltă precizie și studiul morfologiei, compoziției și structurii Lunii.
- Investigarea și studierea structurii interioare, a câmpului magnetic și a caracteristicilor termice ale Lunii.
- Investigații generale și studiul mediului de suprafață de la polul sudic al Lunii.
- Observarea și studierea cozii magnetice și a plasmasferei Pământului de pe Lună.

## Încărcătură utilă științifică
Chang'e-7 va transporta un total de 21 de încărcături științifice, inclusiv 6 încărcături internaționale, cu scopul de a efectua o explorare detaliată a mediului și a resurselor din regiunea polară sudică a Lunii. Obiectivele misiunii includ aterizări în punct fix. Observațiile in situ ale craterului umbrit permanent vor fi efectuate de sonda mini-hopping, care va transporta analizoare de molecule de apă și izotopi de hidrogen.